# Липси
Липси (грчки грч. ) је једно од острва у острвској скупини Додеканеза у источној Грчкој. Управно острво припада округу Калимнос у оквиру Периферији Јужни Егеј, где са околним острвцима и хридима чини посебну општину. Главно место на острву је градић Хорио.

## Природни услови
Липси је острво Додеканеза мање величине. Најближа острва су му Лерос на 10 km ка југу и Патмос на 12 km ка западу. Острво је планинско и каменито, састављено највише од кречњачких стена. Обала Липсија је разуђена, са више малих залива са скривеним плажама.
Клима Липсија је средоземна са дугим, сушним летима и благим и кишовитим зимама. Мањак падавина је значајно ограничење, али постоје богати подземни извори. Због тога је биљни и животињски свет много богатији него на неким околним острвима.

## Становништво
Главно становништво на Липсију су Грци. Халки спада у средње густо насељена острва међу значајинијим острвима Додеканеза, а развој туризма током протеклих 20-ак година допринео је просперитету острва и смањењу пада броја становника.

## Привреда
Данас се привреда Липсија све више заснива на туризму, а све мање на традиционалним поморству и пољопривреди (маслине, винова лоза, мање јужно воће).